# Conway (Arkansas)
Conway je město ve Spojených státech amerických. Nachází se v okrese Faulkner County, jehož je zároveň správním městem, ve státě Arkansas. Ve městě žije přibližně 64 tisíc obyvatel a jeho rozloha činí 118,1 km². Je sedmým nejlidnatějším městem v Arkansasu.
Město bylo založeno roku 1872 Asou P. Robinsonem. Nachází se v něm tři vysoké školy (University of Central Arkansas, Hendrix College a Central Baptist College), díky kterému je někdy označováno jako The City of Colleges. V roce 1965 se městem prohnalo tornádo, které si vyžádalo 6 lidských životů a 200 lidí zranilo. 160 kilometrů východně od Conway se nachází Memphis, 48 kilometrů východně město Little Rock, 74 kilometrů západně Russellville a necelých 500 kilometrů západně od města pak leží Oklahoma City. V oblasti, kde město leží, převládá vlhké subtropické podnebí.